# Geir Tangen
Geir Tangen (ur. 15 stycznia 1970 w Øystese w Norwegii) – norweski pisarz, autor powieści kryminalnej Maestro.

## Życiorys
Z wykształcenia jest politologiem. Mieszka i pracuje w Haugesund.
Geir Tangen od 2012 prowadzi bloga, w którym recenzuje rodzime powieści kryminalne.

## Kariera pisarska
Jego debiutancka powieść Maestro ukazała się w ponad 15 językach. W Polsce została wydana w 2017.